# Traian Băsescu
Traian Băsescu (Basarabi, 4 november 1951) is een Roemeense politicus die van 2004 tot december 2014 president van Roemenië is geweest. Daarvoor was hij onder andere burgemeester van Boekarest (2000-2004) en minister van Transport. Sinds 1 juli 2019 is hij lid van het Europees Parlement.

## Jeugd
Băsescu is geboren in Basarabi, een dorp, later een kleine stad, nabij Constanța, de grootste havenstad aan de Zwarte Zee. De familie van zijn vader kwam uit Băsești, een dorp in Maramureș.

## Loopbaan
Traian Băsescu begon zijn carrière in de zeevaart. Hij studeerde af aan de zeevaartschool "Mircea cel Bătrân" in Constanţa in 1976, waarna hij ging werken bij het scheepvaartbedrijf Navrom. Hij begon als dekofficier, klom op naar kapitein en werd uiteindelijk in 1989 uitgezonden naar Antwerpen om daar leiding te geven aan het Navrom agentschap. Later, na de val van Nicolae Ceaușescu en toen Băsescu zich verkiesbaar stelde voor president, werd hem door zijn tegenstrever verweten dat hij werkte als spion voor de geheime dienst Securitate. Hij heeft altijd volgehouden dat zijn contacten minimaal waren maar dat ze er wel waren, aangezien hij nu eenmaal vaak in het buitenland was. In 1989 was hij tevens Inspecteur-Generaal voor de inspectie van de civiele scheepvaart, en in 1990 staatssecretaris op het ministerie van Transport.

### Politieke carrière

#### Minister van Transport
Băsescu was lid van de communistische partij PCR, maar beweert dat dit slechts uit opportunisme was om zijn carrière in de zeevaart te steunen. Na de val van Ceaușescu in 1989 werd deze partij verboden. Băsescu werd lid van het Front voor Nationale Redding (FSN) en in april 1991 minister van Transport onder het kabinet van Petre Roman. Ook tijdens het technocraten-kabinet van Theodor Stolojan, van 1991 tot 1992, bleef hij deze positie houden. Nadat de FSN in 1992 uiteenviel in de Democratisch Front voor Nationale Redding (dat later via vele omwegen opging in de huidige PSD) en de PD, sloot Traian Băsescu zich aan bij de laatste. In 1992 werd hij gekozen tot lid van de Kamer van Afgevaardigden namens de PD.
In 1996 werd hij herkozen als lid van de Kamer van Afgevaardigden en nam hij plaats als minister van Transport onder de kabinetten van respectievelijk Victor Ciorbea, Radu Vasile en Mugur Isărescu over de periode 1996 tot 2000. Het kabinet van Victor Ciorbea viel in 1997 nadat Traian Băsescu in een interview had geklaagd dat Ciorbea te weinig hervormde. Nadat de PD uit de regering stapte viel deze om en werd er een nieuwe regering gevormd onder Radu Vasile.
Tijdens zijn bewind als minister van Transport was Băsescu verantwoordelijk voor de privatisering van de nationale vrachtvloot. De oppositie verdacht hem ervan opzettelijk de vloot voor een zeer laag bedrag te hebben verkocht, terwijl hijzelf volhield dat de vloot te oud en daardoor waardeloos was. Dit schandaal werd bekend onder de naam Dosarul Flota (het vlootdossier). Băsescu gaf in 1996 zijn immuniteit op om het Openbaar Ministerie de mogelijkheid te geven onderzoek naar hem te verrichten. De zaak werd gesloten nadat er te weinig bewijs tegen hem was. In 2004 werd het dossier weer geopend, volgens sommigen een politieke manoeuvre door het zittende kabinet geleid door de PSD, maar de Hoge Raad van Cassatie en Gerechtigheid verwees het onderzoek terug naar de aanklagers wegens procedurefouten (de handtekening van de aanklager ontbrak). Uiteindelijk adviseerde het anti-corruptiedepartement van het OM dat de zaak gesloten moest worden omdat er geen financieel bewijs tegen Băsescu was gevonden. Het advies is echter nog niet voltrokken.

#### Burgemeester van Boekarest
Na de val van het kabinet Mugur Isărescu werd Băsescu in 2000 met een nipte meerderheid in de tweede kiesronde gekozen tot burgemeester van Boekarest nadat hij in de eerste ronde 24% achter stond op zijn opponent Sorin Oprescu (PSD, toen nog PDSR). Als burgemeester had hij veel te stellen met de landelijke regering onder leiding van de Adrian Năstase (PDSR) en diens beleid om verantwoordelijkheden van de burgemeester over te dragen aan het bestuur de zes deelgemeentes (sectoren) van Boekarest en aan de Algemene Raad van Bestuur van Boekarest (een soort Gemeenteraad). Dit leidde tot beschuldigingen van corruptie aan het adres van sommige gemeenteraadsleden, tot gerechtelijke procedures tegen gemaakte besluiten van de Algemene Raad en tot vertragingen van Europese subsidies voor het moderniseren van de infrastructuur van Boekarest. Tijdens zijn burgemeesterschap hij zelf ook onderwerp van een schandaal. Hij zou een huis gekocht hebben van de staat terwijl hij daar geen recht op had. Hoewel hij eerst aangaf het huis alsnog van de hand te doen liet hij het in tweede instantie aankomen op een rechtszaak, die hij vervolgens won.

#### Leider van de Alliantie van Recht en Waarheid
In 2001 werd hij leider van de PD en begon hij onderhandelingen met achtereenvolgens de PNR en de PNL om uiteindelijk met de laatste een alliantie te vormen in het parlement als blok tegenover de PSD. Deze alliantie heette de Alliantie van Recht en Waarheid (DA) en Băsescu zou samen met PNL-leider Theodor Stolojan een gedeeld leiderschap vormen. Stolojan zou zich dan verkiesbaar stellen namens de DA voor de presidentsverkiezingen van 2004. Maar Stolojan trok zich terug om gezondheidsredenen waarop Băsescu werd voorgedragen als kandidaat voor de presidentsverkiezingen namens de DA. Volgens hem was Stolojan afgetreden na chantage maar deze heeft dit altijd ontkend.

#### President
Op 12 december 2004 won hij als kandidaat van het centrumrechtse oppositieverbond Alliantie van Recht en Waarheid (D.A.) met 51% van de stemmen de tweede en beslissende ronde voor de presidentsverkiezingen. Zijn tegenkandidaat was de vroegere premier, de sociaaldemocraat Adrian Năstase. In december 2004 volgde hij de sociaaldemocraat Ion Iliescu op als President van Roemenië. Tijdens zijn presidentschap kwam hij vaak in conflict met regering onder leiding van Călin Popescu-Tăriceanu, lid van de PNL, die onderdeel uitmaakte van de DA, en met Dan Voiculescu, voorzitter van de Conservatieve Partij. Nadat deze Conservatieve Partij uit de regering was gestapt en de regering geen meerderheid meer had in het parlement begon het parlement een afzettingsprocedure tegen Băsescu. Het Roemeense parlement stemde voor de afzetting op 19 april 2007, met 322 stemmen voor en 108 tegen. Het constitutionele hof heeft een dag later dit vonnis bekrachtigd. Op 23 mei vond een afzettingsreferendum plaats. 24,75% van de kiezers stemde voor afzetting, 74,48% tegen. Hierdoor kon Băsescu dus aanblijven, al is hij wel de enige president in de geschiedenis van Roemenië die ooit geschorst is. In 2009 werd hij, met 50,3% tegen 49,7% van de stemmen, herkozen als president bij de presidentsverkiezingen in november.
Na de val van het tweede kabinet van PD-L en PSD onder leiding van Emil Boc in 2012 stelde Băsescu de onafhankelijke Mihai Răzvan Ungureanu aan als premier. Maar enkele maanden later werd hij weggestemd na een motie van wantrouwen, dat was ingediend door de gelegenheidscoalitie van Sociale Liberale Unie bestaande uit de PSD en de centrumrechtse coalitie van PNL en CP. Vervolgens stelde Băsescu de voorzitter van de PSD Victor Ponta aan als nieuwe premier. Deze kwam al heel gauw in conflict met Băsescu wat leidde tot een tweede afzettingsprocedure. Op 29 juli werd er weer een referendum gehouden over het aanblijven van Băsescu als president. Tot die tijd was de nieuwe voorzitter van de senaat, Crin Antonescu (PNL), aangesteld als waarnemend president. Ook dit referendum overleefde Băsescu, de opkomst bleek te laag. De PSD en in latere instantie ook Băsescu zelf, riepen op tot een boycot van het referendum omdat ze, naar eigen zeggen, bang waren voor fraude. Volgens de Roemeense wet is het referendum geldig bij een opkomst van meer dan 50% van de stemgerechtigden. Van degenen die wel kwamen opkwamen was wel een grote meerderheid voor afzetting van Băsescu. Het referendum moest nog wel worden bevestigd door het constitutionele hof, dat het oordeel had uitgesteld vanwege de onduidelijkheid van de uitslag, doordat niet duidelijk was hoeveel stemgerechtigden er eigenlijk waren. Tot die tijd bleef Crin Antonescu interim-president. Op 21 augustus bevestigde het constitutionele hof alsnog de conclusie dat de opkomst te laag was en mocht Traian Băsescu zijn werk weer voortzetten.
In december 2014 eindigde de laatste termijn van Băsescu als president. Hij kon volgens de wet niet nogmaals herkozen worden. Klaus Iohannis volgde hem op.

#### (Partidul) Mișcarea Populară
In 2013 kondigde hij aan uit de PD-L te stappen nadat Vasile Blaga opnieuw tot partijvoorzitter van de PD-L werd verkozen en niet Elena Udrea, die de voorkeur genoot van Traian Băsescu. Hij beschuldigde de PD-L van fraude bij de telling. Hoewel de partij officieel opgericht was door Eugen Tomac komt de Partidul Mișcarea Populară (PMP) uit de koker van de Traian Băsescu, zijn dochter Ioana Băsescu had de naam al twee jaar eerder gedeponeerd. Traian Băsescu steunde de PMP en in het bijzonder Elena Udrea in de aanloop naar de presidentsverkiezingen maar werd pas in oktober 2015 lid. In diezelfde maand werd hij verkozen tot partijleider en veranderde hij de naam in Volksbeweging (wat een paar maanden later weer werd teruggedraaid). In 2019 werd hij namens de PMP verkozen tot lid van het Europees Parlement.
Op 3 november 2016 verkregen Băsescu en zijn vrouw ook de Moldavische nationaliteit. Zowel Băsescu als PMP mede-oprichter Eugen Tomac zijn een groot voorstander van integratie van Moldavië in de Europese Unie. Toen in datzelfde jaar Igor Dodon als president van Moldavië werd verkozen probeerde Dodon het staatsburgerschap van Băsescu weer te ontnemen. In juni 2017 richtte voormalig minster Anatol Șălaru een nieuwe Moldavische partij op, de PUN, en werd Băsescu verkozen tot erevoorzitter. PMP lid Constantin Coreanu werd verkozen tot vice-voorzitter en de PUN en de PMP sloten een samenwerkingsverbond. In 2018 verloor Băsescu in hoger beroep alsnog zijn Moldavische nationaliteit.